# (15622) Westrich
(15622) Westrich (2000 HY20) – planetoida z grupy pasa głównego asteroid okrążająca Słońce w ciągu 3,39 lat w średniej odległości 2,25 j.a. Odkryta 27 kwietnia 2000 roku.